# جيش روما القديمة

كان جيش روما القديمة، وفقًا لتيتوس ليفيوس (ليفي)، أحد أكثر المؤرخين شهرةً في روما على مر القرون، عنصرًا رئيسيًا في بروز روما، على مدى «أكثر من 700 عام» من مستوطنة صغيرة في لاتيوم إلى عاصمة إمبراطورية تحكم منطقةً واسعةً حول شواطئ البحر الأبيض المتوسط، أو بحر الرومان بحسب قول أهل روما عندما أشاروا إليه بـ «بحرنا». وأكد ليفي:
«... إذا توجب السماح لأي مجموعة من البشر بتكريس أصولهم ونسبها إلى مصدر إلهي، فيا له من مجد عسكري ذاك الذي سينعم به الشعب الروماني عندما يعلنون بأن أبيهم ووالد مؤسسهم ليس سوى الإله مارس نفسه، لتتنعم أمم الأرض بهذه النعمة أيضًا مع خضوعهم لسيادة روما».
يصف يوسيفوف فلافيوس، المؤرخ المعاصر، وضابط رفيع المستوى في الجيش الروماني في وقت ما، وقائد المتمردين في الثورة اليهودية الكبرى، الشعب الروماني بأنهم «ولدوا مُدججين بالأسلحة».  وفي فترة معاصرة للمؤرخين، كان المجتمع الروماني قد طور بالفعل جيشًا فعالًا واستخدمه للدفاع عن الإمبراطورية الرومانية ضد الأتروسكان والإيطاليين والإغريق وسكان بلاد الغال وبحرية الإمبراطورية القرطاجية والممالك المقدونية. واستُحوذ على المزيد من الأراضي في كل حرب إلى أن أنهت الحرب الأهلية الجمهورية الرومانية، دون أن يمتلك الإمبراطور الأول، أغسطس قيصر، أي خيار سوى إعلانها إمبراطوريةً والدفاع عنها.
تغير دور الجيش خلال فترة هيمنة الإمبراطورية وهيكليته، ليصبح أقل رومانيةً.  وازدادت، أكثر فأكثر، أدوار حماية الحدود والإدارة الإقليمية التي يتولاها المرتزقة الأجانب ممن عينوهم الرومان ضباطًا في الجيش. ومع انقسامهم في نهاية المطاف إلى فصائل متحاربة، سقطت الإمبراطورية الرومانية، عاجزةً عن صد الجيوش الغازية.
خلال فترة الجمهورية الرومانية، عُرّفت وظيفة الجيش على أنها خدمة لـ «شعب ومجلس شيوخ روما» على النقوش التي أعلنت الأخبار على شعب روما. كان مجلس الشيوخ، الذي عقد اجتماعاته في مبنى ما يزال موجودًا في المنتدى الروماني، الهيئة الرئيسية المتحكمة في الجيش. وتسلم قنصلين من كبار ضباط الدولة مهمة سن القوانين الخاصة بالجيش، وامتلكا السلطة لفرض أي قوة عسكرية على المواطنين يرون أنها ضرورية لتنفيذ هذه القوانين. نُفذ هذا التجنيد الإجباري من خلال ضم المواطنين الذكور من الفئات المرية المناسبة إلى صفوف الجيش، وكُلف ضباط الفيلق باختيار الرجال الملائمين لحمل الرتب. كانت إرادة شعب ومجلس شيوخ روما ملزمةً للقناصل والجنود، مع فرض عقوبة الإعدام، في الغالب، لمن يعصي أمرًا أو يفشل في مهمة. وخضع الجنود لعقوبة صارمة، تُعرف اليوم بالصلب العقابي.
شملت الوظائف القنصلية من أي نوع كان، واجبات الدفاع العسكري والعمل الشرطي والنظافة العامة والمساعدة في الكوارث المدنية والرعاية الصحية والزراعة وبناء الطرق العامة والجسور والقنوات والمباني وصيانتها. وثابر الجنود على تنفيذ أي مهمة تُطلب منهم، مثل التجنيد وتزويد السفن بالعاملين والنجارة والحدادة والكتابة وغيرها الكثير. وعلى الرغم من تدريب الجنود على النحو المطلوب لإنجاز تلك المهمات، كان لأصحاب المهارات الخاصة، كالتجار مثلًا، فائدةً خاصةً، إذ كُلفوا بمثل هذه المهمات تحت حماية الحكومة الرومانية.
امتد تاريخ الحملات العسكرية الرومانية لأكثر من 1300 عام وشهدت الجيوش الرومانية حملات في الشرق الأقصى مثل فرثيا (إيران الحالية)، وإلى الجنوب حتى إفريقيا (تونس اليوم) ومصر الرومانية (مصر اليوم) وإلى الشمال حتى بريتانيا (إنجلترا وجنوب اسكتلندا وويلز اليوم). تغير تكوين الجيش الروماني بشكل كبير على مدار تاريخه، منذ نشأته الأولى كميليشيا من المواطنين غير مدفوعة الأجر إلى قوة مختصة لاحقًا، عُرفت باسم الجيش الإمبراطوري الروماني. تغيرت المعدات التي يستخدمها الجيش بشكل كبير بمرور الوقت من وجود القليل من التحسينات التكنولوجية في تصنيع الأسلحة، على غرار بقية العالم الكلاسيكي. خلال معظم تاريخها، نُشرت الغالبية العظمى من قوات روما في حدود أراضيها أو خارجها، إما لتوسيع نطاق روما أو حماية حدودها القائمة. كانت التوسعات غير متكررة، حيث اعتمد الأباطرة إستراتيجية خطوط الدفاع الثابتة، وقرروا الحفاظ على حدود روما القائمة آنذاك؛ وهذا ما دفعهم لبناء الجدران الممتدة وإنشاء المحطات الدائمة التي تحولت لاحقًا إلى مدن.

## الجنود

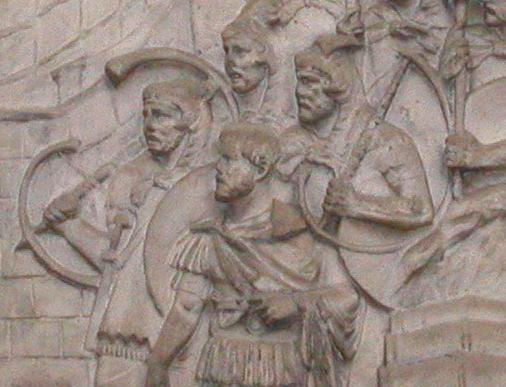
جنود رومان: من طاقم عمود تراجان في متحف فيكتوريا وألبرت، لندن.

### القاعدة السكانية للإمبراطورية المبكرة
يُعتقد أن الإمبراطورية الرومانية قد ضمت في أوج ذروتها ما بين 45 و120 مليون شخص. وقدر المؤرخ إدوارد جيبون أن حجم الجيش الروماني: «شكل على الأرجح قوةً دائمةً قوامها ثلاثمائة وخمسة وسبعون ألف رجل» في ذروة توسع أراضي الإمبراطورية في عهد الإمبراطور الروماني هادريان (117- 138 م). ومن المحتمل أن هذا التقدير لا يشمل سوى قوات فيالق الجيش الروماني وقواته الاحتياطية. ومع ذلك، يذكر جيبون أنه «ليس... من السهل تحديد حجم الجيش الروماني على وجه الدقة». في أواخر الحقبة الإمبراطورية، ومع توظيف الرومان لأعداد كبيرة من جنود الفيوديراتي (الدول التي حصلت على امتيازات رومانية خاصة مقابل توفير الدعم العسكري للإمبراطورية الرومانية)، قدّر أنطونيو سانتوسوسو العدد الإجمالي للجنود في سلاح الإمبراطوريتين الرومانيتين بنحو 700 ألف بالمجمل (ولكن ليس جميعهم من أعضاء الجيش الدائم)، وذلك بالاعتماد على البيانات المتوفرة من وثائق المكاتب (باللاتينية: نوتيتا ديغنيتاتوم). ومع ذلك، يشير إلى احتمالية تعرض هذه الأرقام للتضخم بسبب عدم شطب أعداد الجنود القتلى «من السجلات» لمواصلة سحب أجورهم وحصصهم التموينية؛ وذلك بغض النظر عما إذا كانت الرومان قد أنشؤوا هذه القوات، أم ببساطة استأجروها للقتال نيابةً عنهم.